# Лесидренска река
Лесидренска река е река в Северна България, област Ловеч – общини Троян и Угърчин, ляв приток на река Калник от басейна на Вит. Дължината ѝ е 19 km.
Лесидренска река извира от западното подножие на Васильов връх (1490 m), най-високата точка на Васильовска планина в Предбалкана, на около 1400 m н.в. До село Лесидрен (единственото населено място по течението ѝ) тече на север-северозапад в дълбока залесена долина. След селото завива на север и се влива отляво в река Калник (десен приток на Вит), на 345 m н.в., на 1,5 km след преградната стена на язовир „Сопот“.
Площта на водосборния басейн на Лесидренска река е 81 km2, което представлява 30,8% от водосборния басейн на река Калник. В нея се вливат два основни леви притока: Братешки дол и Площа. Подхранването на реката е от дъждовни, снежни и карстови води, като максималният отток е в периода март – юни, а минималният – юли – октомври. От устието на Братешки дол, нагоре по реката до извора ѝ преминава част от границата между общините Троян и Угърчин.

## Топографска карта
- Лист от карта K-35-37. Мащаб: 1 : 100 000.
- Лист от карта K-35-25. Мащаб: 1 : 100 000.